# Aleksei Budõlin
Aleksei Budõlin (ur. 5 kwietnia 1976) – estoński judoka. Brązowy medalista olimpijski z Sydney.
Zawody w 2000 były jego pierwszymi igrzyskami olimpijskimi. Zajął trzecie miejsce w wadze półśredniej, do 81 kilogramów. Zdobył srebrny medal mistrzostw świata w 2001 i brązowy w 2003. Na mistrzostwach Europy zdobył pięć medali: złoto w 2001, srebro w 1999 i 2002 oraz brąz w 1999 i 2003. Brał udział w igrzyskach w 2004. Zdobył osiem tytułów mistrza Estonii. Startował w Pucharze Świata w latach 1995–2009.